# Улица Савушкина (Санкт-Петербург)
Улица Са́вушкина — улица в Санкт-Петербурге, проходящая от улицы Академика Крылова, через Новую и Старую Деревню, параллельно Приморскому проспекту, до Приморского шоссе.

## Название
До появления на картах города улицы Савушкина на её месте находились несколько различных проездов, именовавшихся обычно по именам владельцев дачных участков. С 1849 по 1868 год часть улицы от Чёрной речки до дома 10 носила названия Изотовской, затем — Ферзенский или Ферзин переулок. Переулок огибал парк у дачи Салтыковых по дуге и выходил к Большой Невке, этим именем на некоторых современных картах помечена пешеходная дорожка между улицей Савушкина и Приморским проспектом. Название переулка, вероятно, происходит от фамилии П. К. Ферзена, мужа сестры Е. П. Салтыковой, владелицы дачи. Часть улицы Савушкина от дома 10 до Шишмарёвского переулка с 1940-х годов носила название Новая прорезка (эта магистраль включила в себя часть улицы. которая 1883 г. — 1940-х годах называлась Средней). Следующий отрезок до Серебрякова переулка с середины XIX века именовался 3-я линия Новой Деревни, а с 1883 года — Мигуновской улицей. Участок до дома 82 с того же времени назывался Крупновской улицей. Вдоль современного дома 88 шёл переулок, который с 1933 года назывался Волковым, а в 1940-х годах — Якутским. Наконец, участок от дома 104 до Стародеревенской улицы с середины XIX века назвали 2-й линией Старой Деревни, а с 1883 года — Гороховой улицей.
10 июля 1950 года все перечисленные участки были объединены в одну магистраль и названы улицей Савушкина — в память о Герое Советского Союза лётчике-истребителе А. П. Савушкине (1918—1943).

## История
В 1947—1949 годах осуществлялась застройка района малоэтажными жилыми домами. Проект был разработан мастерской № 3 института «Ленпроекта». Авторами проекта стали Н. В. Баранов, О. И. Гурьев и В. М. Фромзель. Кварталы этого района отличает обилие зеленых насаждений вдоль улицы, палисадники перед домами и большие озелененные дворы. В Старой и Новой Деревнях было построено 135 таких домов.
В конце 1980-х, начале 1990-х годов улицу продлили до пересечения с Приморским шоссе возле Лахтинского разлива. В 2012 году над конечным участком улицы Савушкина был построен Приморский путепровод, одновременно был построен путепровод в районе перекрёстка с Планерной улицей, по обоим путепроводам проходит Приморское шоссе.

## Памятники

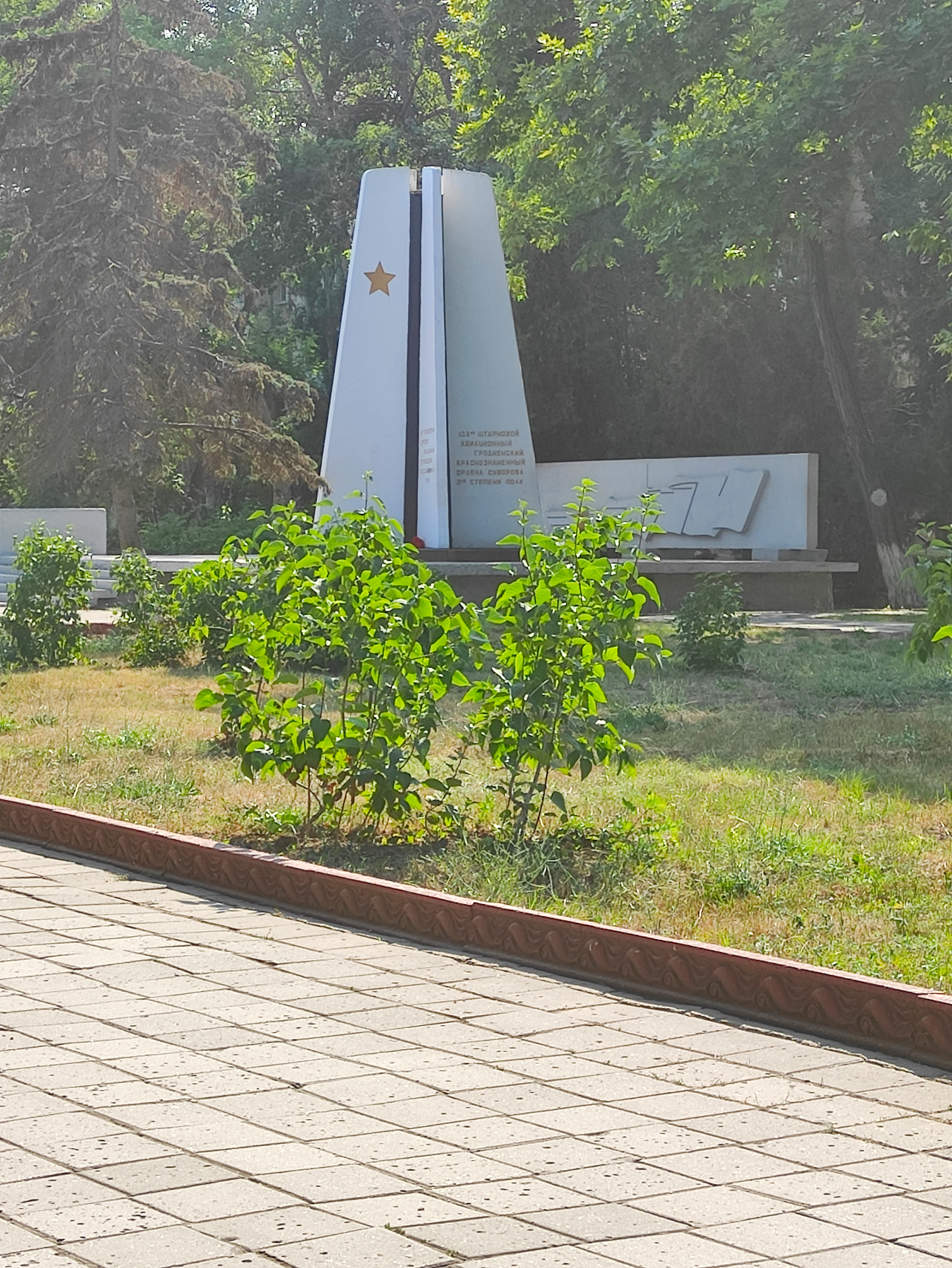
Памятник лётчикам — Героям Советского Союза

- «Лётчикам — Героям Советского Союза». Памятник открыт 14 мая 2005 года в сквере у домов 64—66. Посвящён лётчикам — героям Советского Союза Дмитрию Оскаленко, Петру Покрышеву и Александру Савушкину, именами которых названы улицы Приморского района.

## Здания
- ул. Савушкина, 16 — в доме, построенном в 1950-х годах, при строительстве была сделана подземная автостоянка: пять гаражей-боксов, каждый из которых был закреплён за определённой квартирой[4]
- ул. Савушкина, 21 — здание бывшего кинотеатра «Юность», ресторан «Юность».
- ул. Савушкина, 25 — жилой дом 1948 года постройки[5].
- ул. Савушкина, 55 — бывший офис «фабрики троллей»[6][7].
- ул. Савушкина, 82 — монументальное здание ВНИПИЭТа, характерный образец «сталинского ампира» (арх. И. Б. Орлов, Ю. С. Ушаков).
- ул. Савушкина, 83 — здание построено в 1970-х годах для Ждановского районного исполнительного комитета. Ныне здесь находится администрация Приморского района.

### Торговые комплексы
- ул. Савушкина, 112/ 112Б — гипермаркет «Лента»/ головной офис компании «Лента».
- ул. Савушкина, 116 — супермаркет «Перекрёсток».
- ул. Савушкина, 126 — торгово-развлекательный центр «Атлантик-Сити», офис онлайн-кинотеатра «Okko».
- ул. Савушкина, 141 — торгово-развлекательный центр «Меркурий», ресторан «Бахрома».

## Инженерные сооружения
На участке улицы Савушкина от Планерной улицы до Приморского шоссе располагаются четыре подземных пешеходных перехода, построенные в 1990-е годы:
- у перекрёстка со Школьной улицей;
- на перекрёстке с Туристской улицей;
- на перекрёстке с Яхтенной улицей;
- у гипермаркета «Лента».

## Общественные пространства
В пешей доступности находятся такие популярные общественные места, как «Лахта-центр», Парк имени 300-летия Санкт-Петербурга, Центральный парк культуры и отдыха имени С. М. Кирова, Яхтенный мост, через который можно попасть на Крестовский остров к «Зенит Арене».

## Пересечения
- улица Академика Крылова
- набережная Чёрной речки
- Карельский переулок
- улица Академика Шиманского
- Шишмарёвский переулок
- улица Оскаленко
- Серебряков переулок
- улица Покрышева
- Липовая аллея
- Горохов переулок
- Стародеревенская улица

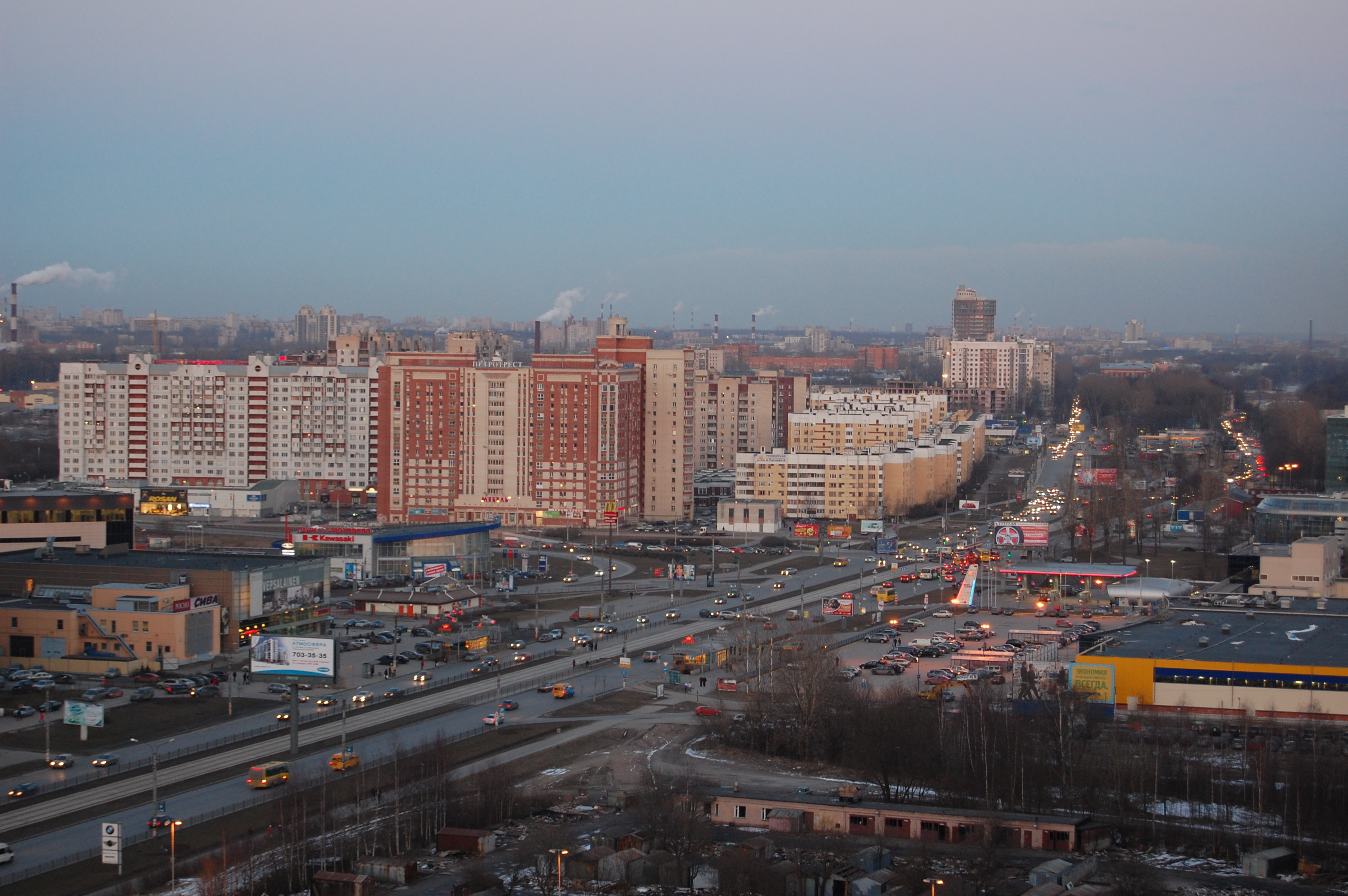
Пересечение с Планерной улицей. 2008 год

- Планерная улица (Развязка в створе Планерной улицы)
- Приморское шоссе
- Яхтенная улица
- Беговая улица
- Туристская улица
- Школьная улица
- Приморское шоссе

## Транспорт

### Метро
«Чёрная речка»
 «Беговая»
 «Старая Деревня»

### Автобусы
- № 93: проспект Культуры — Лахтинский разлив
- № 101: ст.м. «Старая Деревня» — Кронштадт, Ленинградская пристань
- № 101Э: ст.м. «Старая Деревня» — Кронштадт, Гражданская улица
- № 112: ст. «Удельная» — ЖК «Юнтолово»
- № 120: Школьная улица — ЖК «Юнтолово»
- № 134: Туристская улица — Лахтинский разлив[8]
- № 134А: Школьная улица, 128 — Репищева улица (только в одну сторону)
- № 134Б: Репищева улица — Школьная улица (только в одну сторону)
- № 170: Репищева улица — Лахтинский разлив
- № 211: ст.м «Чёрная речка» — Зеленогорск, вокзал
- № 211Э: ст.м. «Чёрная речка» — Зеленогорск, вокзал
- № 216: ст.м. «Беговая» — Сестрорецк, Курортная улица
- № 216А: ст.м. «Старая Деревня» — Сестрорецк, улица Борисова
- № 303: Туристская улица — Матросская улица

### Трамваи
По улице на всём протяжении проходит трамвайная линия. От начала улицы до остановки «Стародеревенская улица» пути идут на совмещённом полотне, от Стародеревенской улицы до конечной станции «Лахтинский разлив» — на обособленном полотне. Участок от начала улицы до конечной станции «Приморский проспект» был построен до 1951 года. В 1992 году линия была продлена до конечной станции «Лахтинский разлив», в связи с застраиванием этого района жилыми домами. В 2001 году было построено короткое ответвление к платформе Старая Деревня.
- № 19: ст. Старая Деревня — Лахтинский разлив
- № 21: Приморский пр. — Придорожная аллея
- № 48: Лахтинский разлив — ст. Кушелевка

Таким образом, на всём протяжении улицы Савушкина проходят автобус № 211 и трамвай № 48.

## Галерея

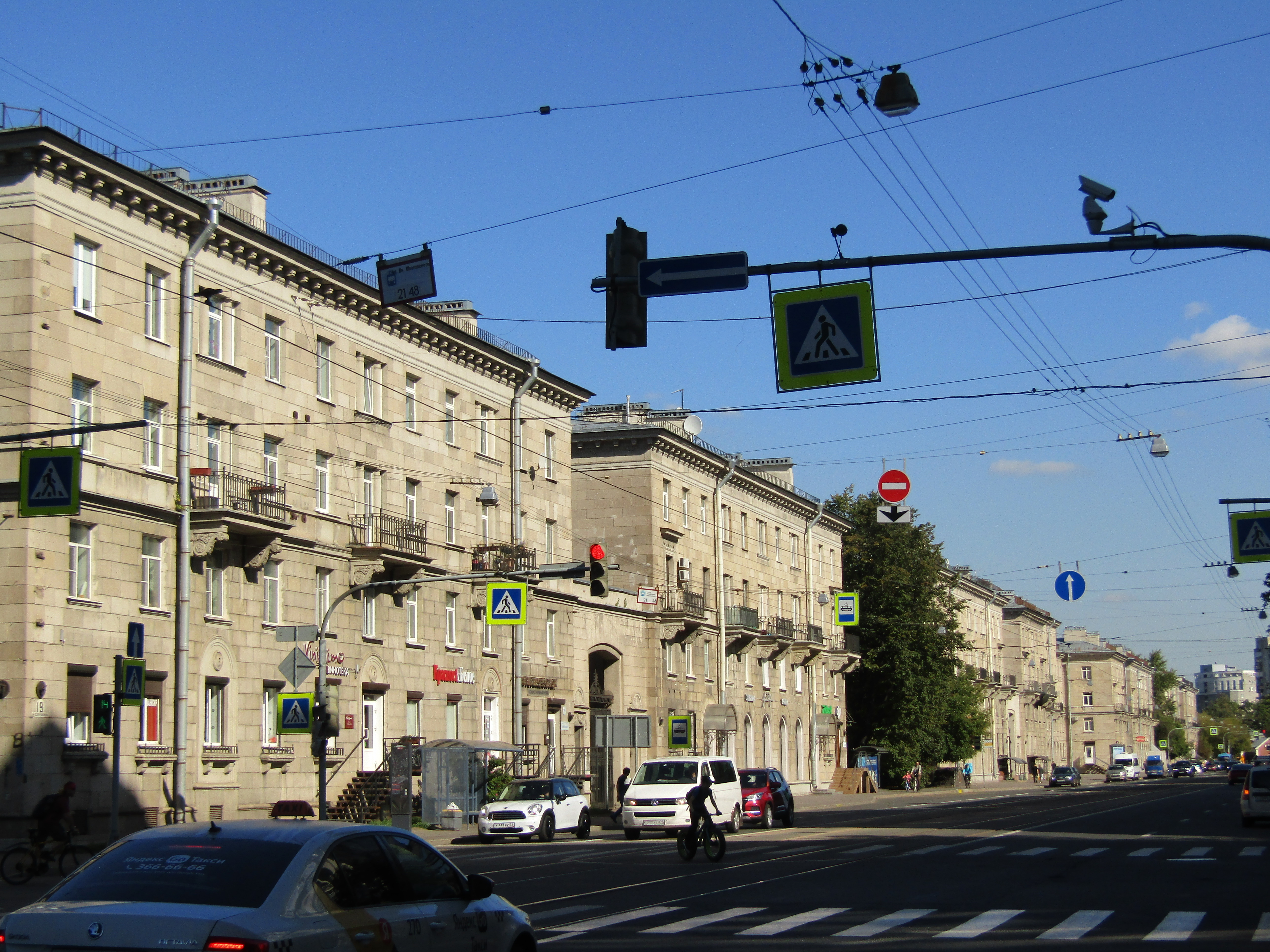
Вид от улицы Академика Шиманского на восток
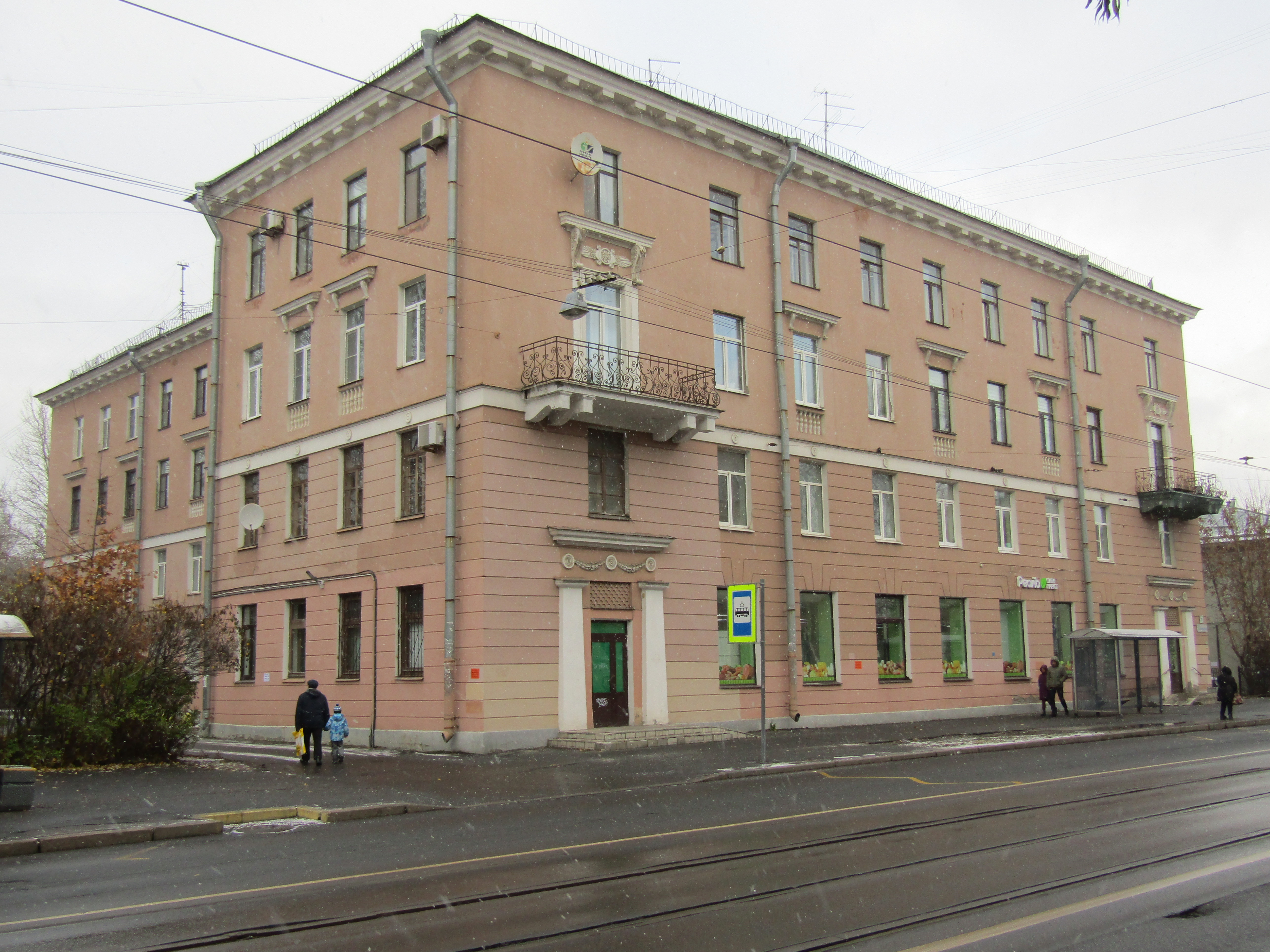
Дом 37. Постройка начала XX века.
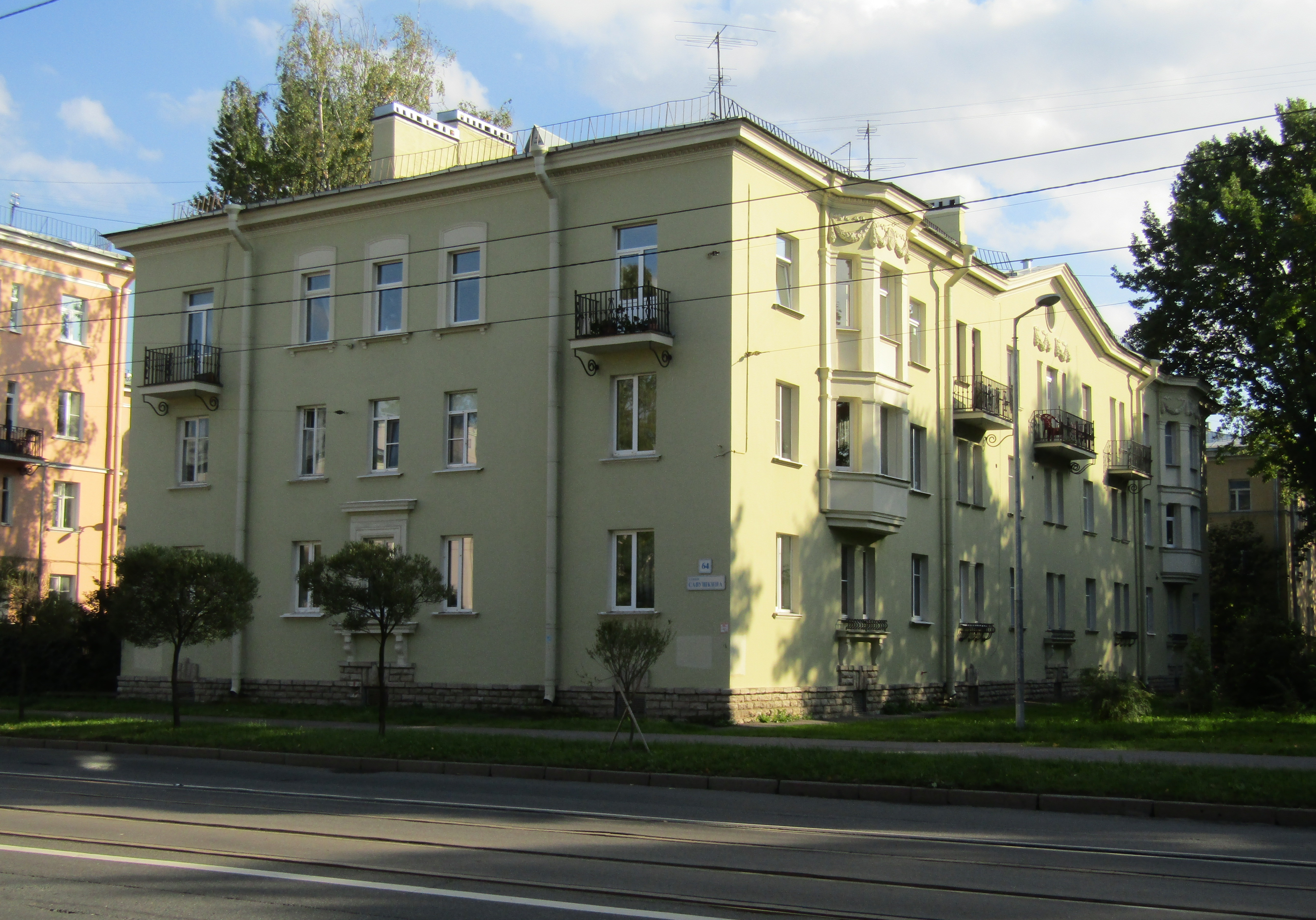
Дом 64
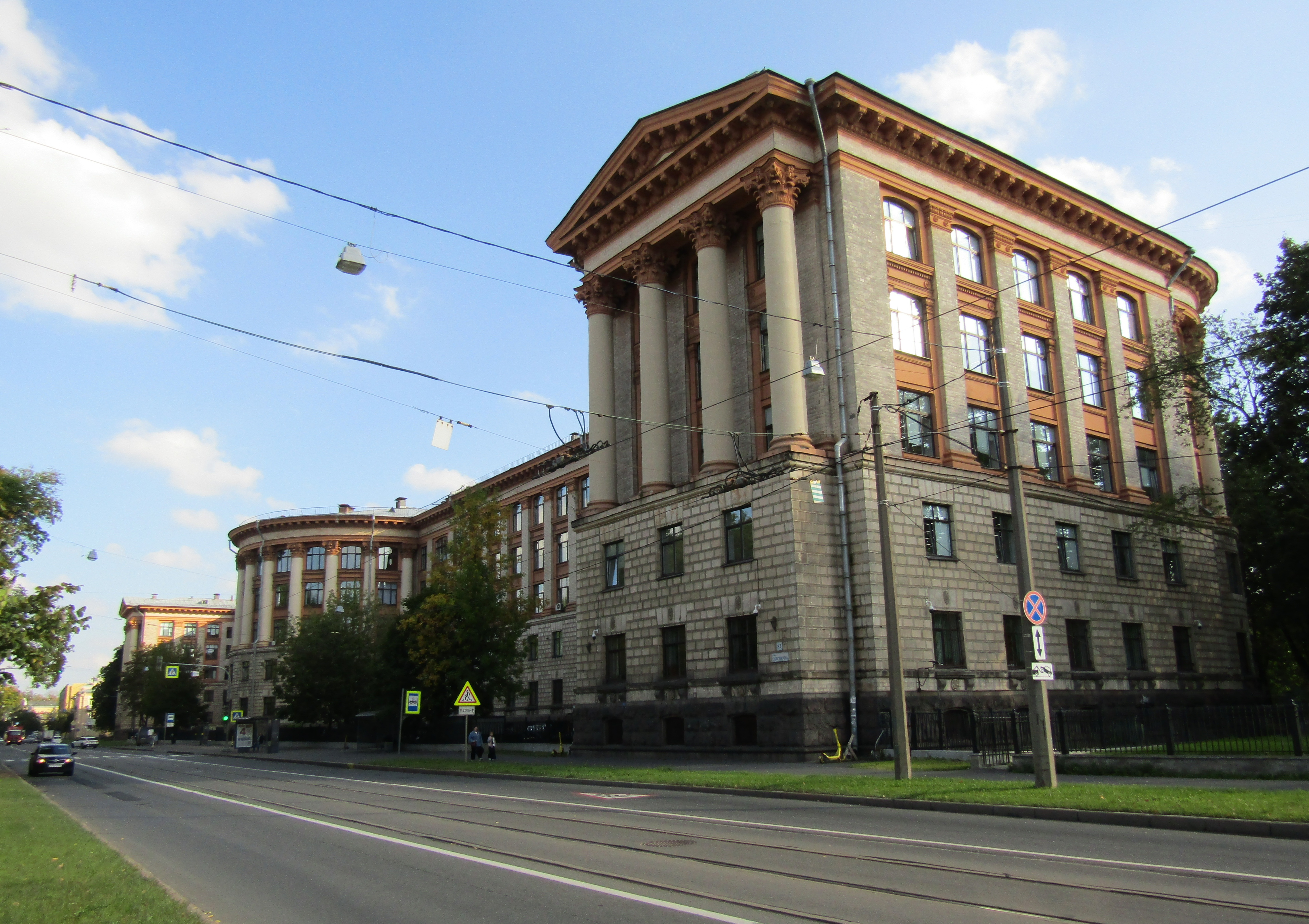
Дом 82. Атомэнергопроект
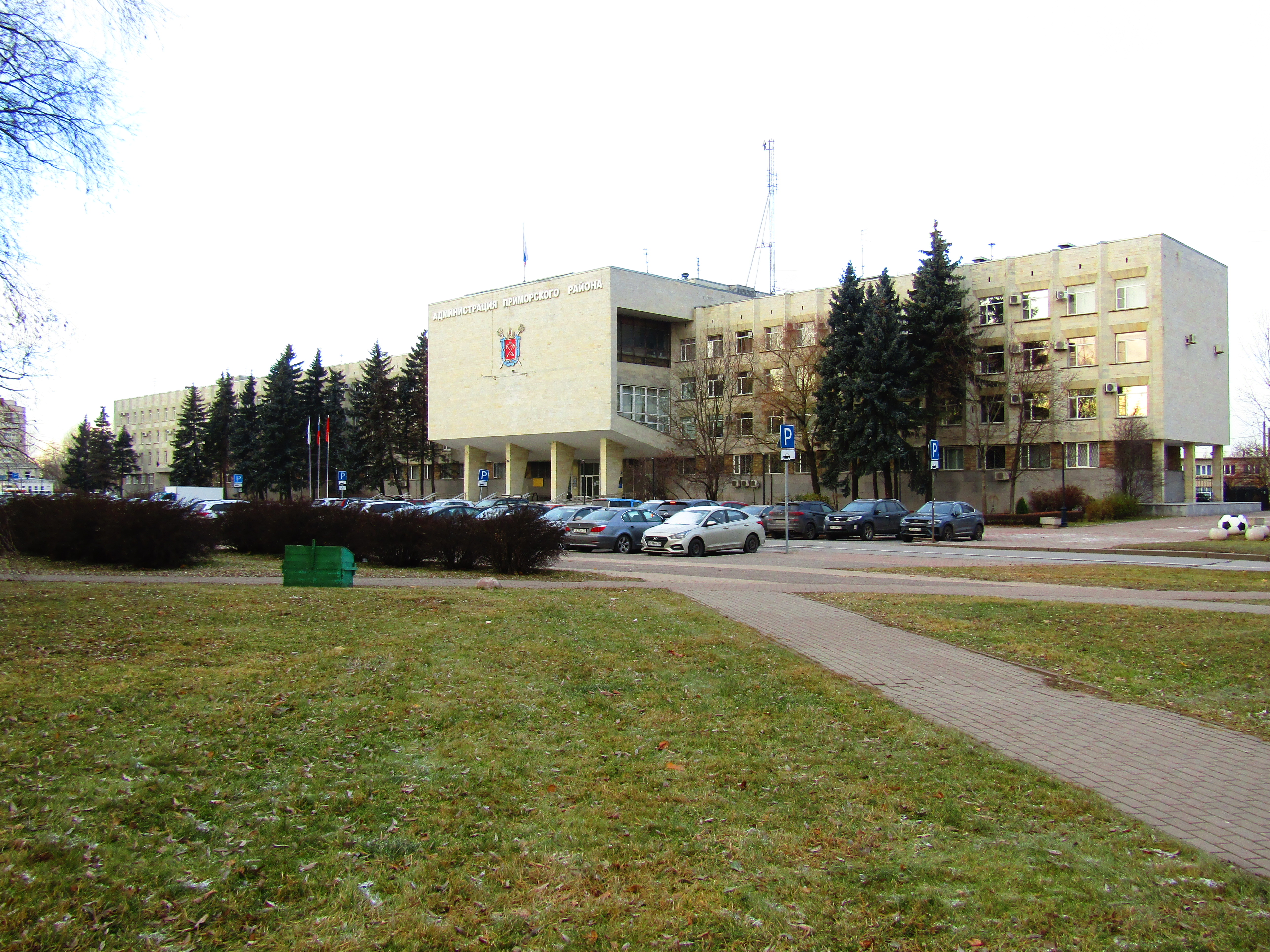
Дом 83. Здание райисполкома (администрация Приморского района)
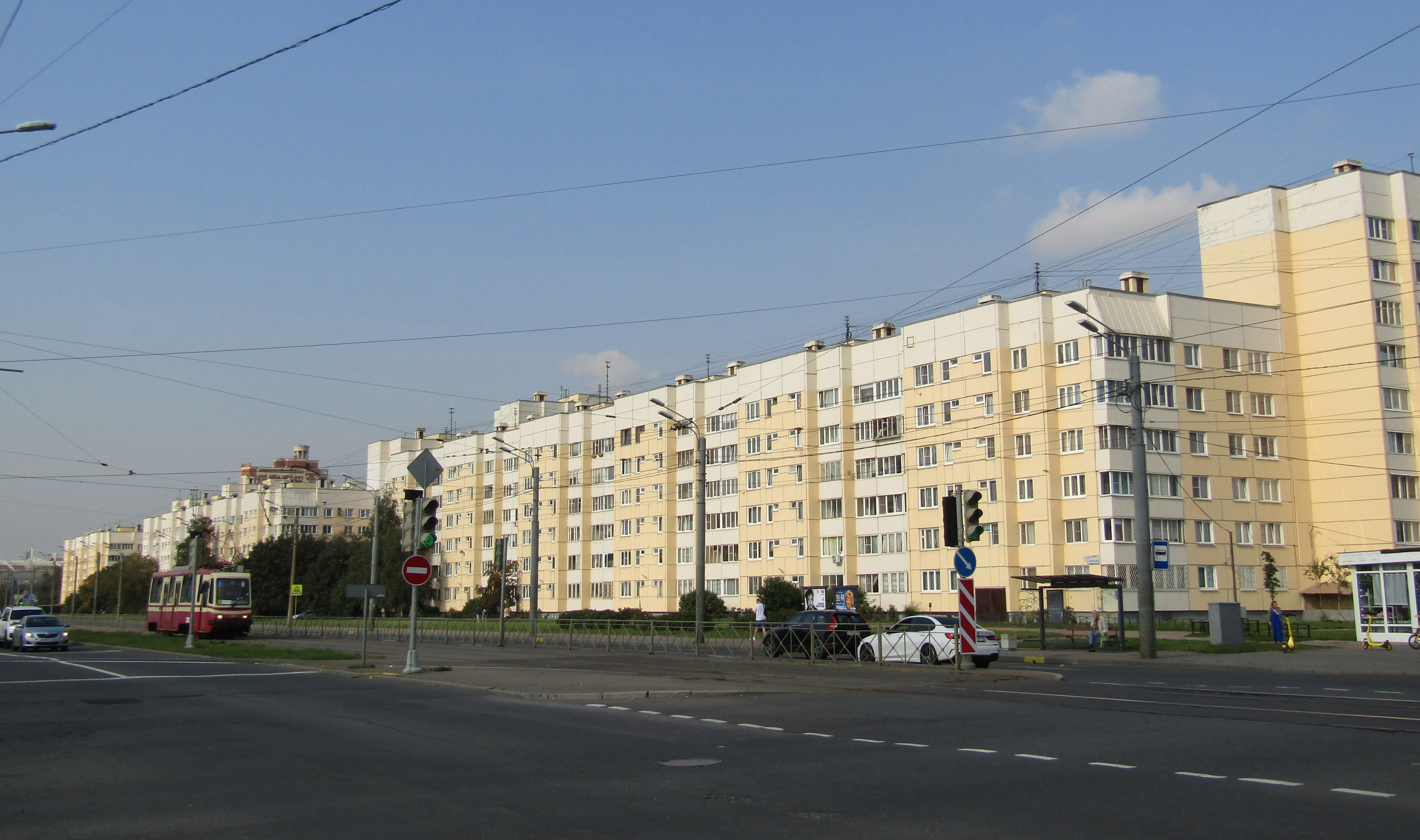
Вид от Стародеревенской улицы на запад
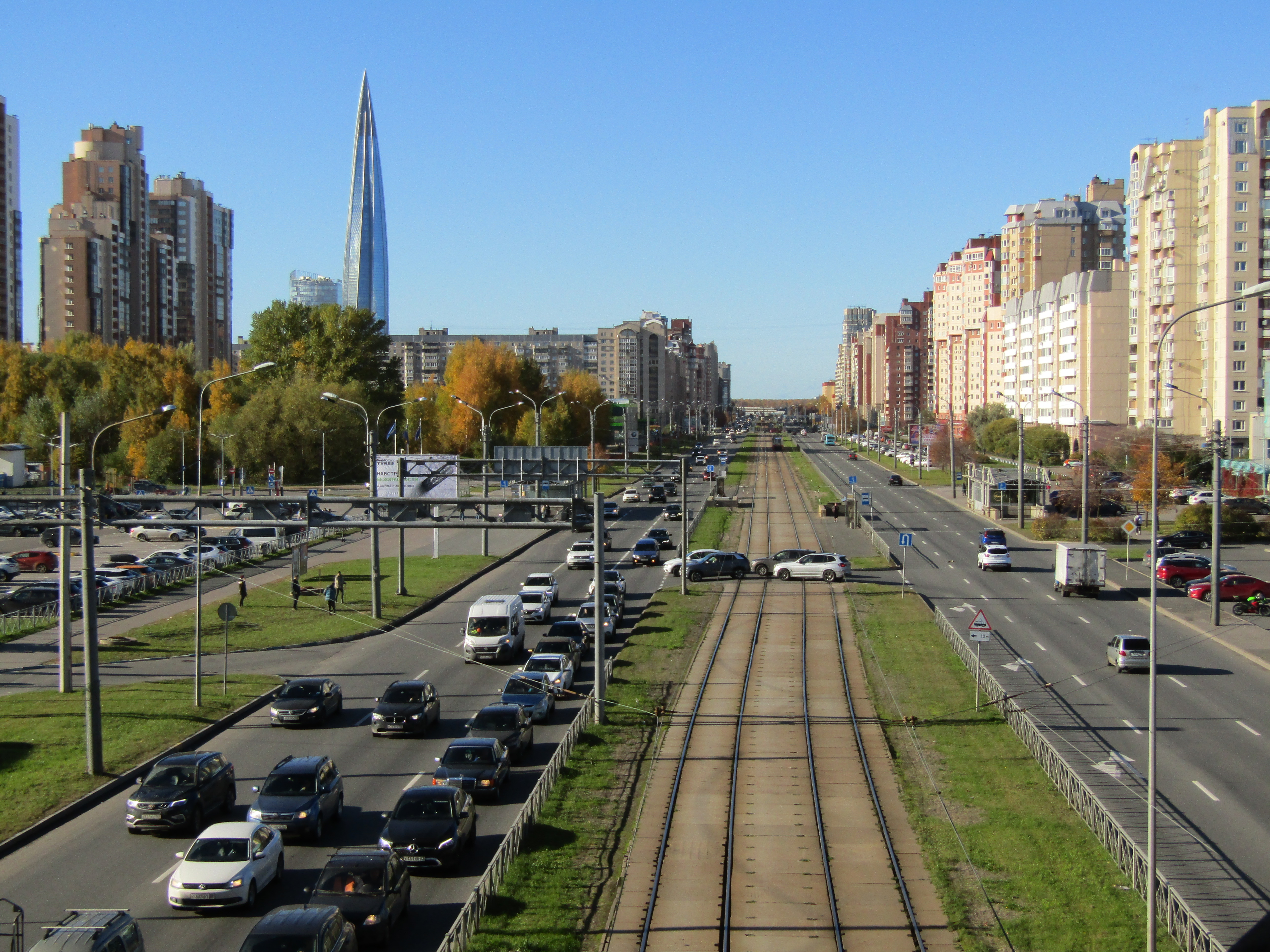
Вид на запад от Планерной улицы
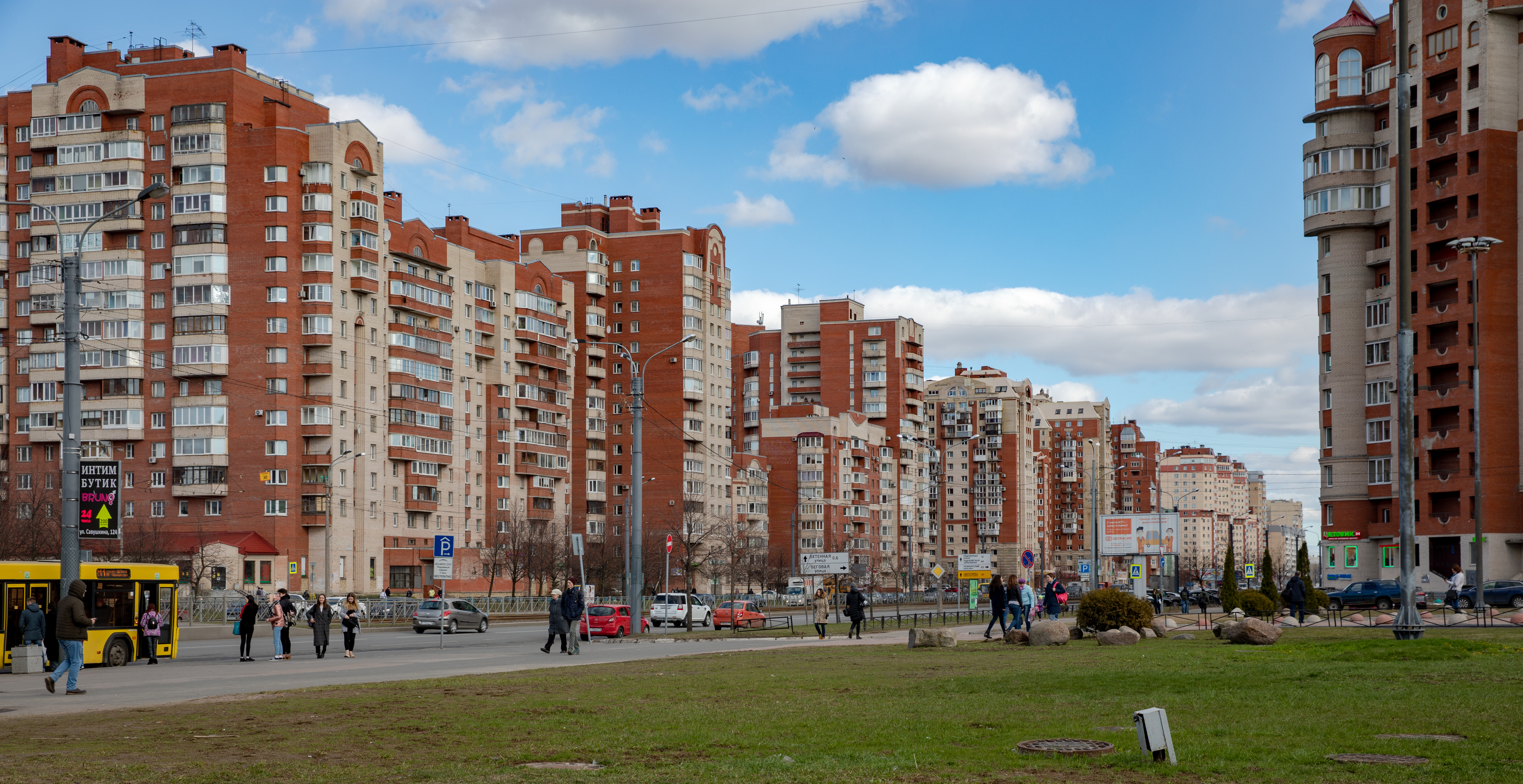
Вид от Туристской улицы на восток